# Pied creux
 (décembre 2023).
Si vous disposez d'ouvrages ou d'articles de référence ou si vous connaissez des sites web de qualité traitant du thème abordé ici, merci de compléter l'article en donnant les références utiles à sa vérifiabilité et en les liant à la section « Notes et références ».

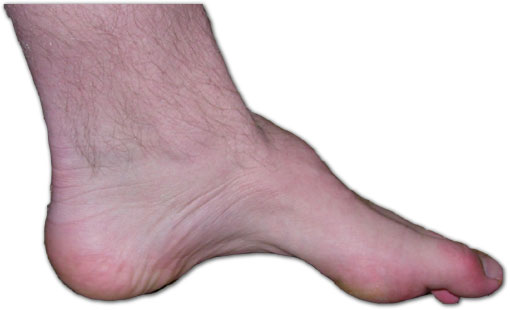
Pied creux dans le cadre d'une maladie de Maladie de Charcot-Marie-Tooth

Empreinte de pas d'une personne avec un pied creux

Le pied creux est une malformation du pied, caractérisé par une voute plantaire courbée en arc et peu flexible, contrairement au pied plat, qui se veut souple et affaissé. Le pied se retrouve donc très arqué, pouvant causer des problèmes posturaux et des douleurs liés. On[Qui ?] peut également observer un resserrement entre le talon et l’avant-pied, le tout donnant un aspect recroquevillé aux pieds atteints,. 
La douleur du pied creux n'est pas toujours présente, ou importante dès son apparition. Cependant, en cas de déformation accentuée, le pied se rigidifie davantage et le pied arqué peut causer de sérieux désagréments[réf. souhaitée]. 
Cette malformation concernerait environ 10 % de la population.

## Symptômes et complications
Puisque les symptômes du pied creux sont peu contraignant dans les débuts, au stade avancé il peut certainement compromettre la qualité de vie des gens qui en souffrent[réf. souhaitée].
Voici quelques symptômes habituels[réf. souhaitée] :
- Courbe de l'arche plantaire et bosse sur le dessus du pied
- Douleur lorsqu'on mets des chaussures
- Crampes dans les mollets
- Tension dans la voûte plantaire
- Douleurs articulaires (chevilles, genoux et/ou hanches)
- Sensation de manque d'équilibre
- Entorses fréquentes

Si un pied creux n'est pas traité par un professionnel, il peut être responsable de problèmes podologiques douloureuses tels que[réf. souhaitée] :
- Douleur au gros orteil (problème pouvant éventuellement se transformer en déformation de type hallux valgus (oignon du gros orteil)
- De la corne qui apparaît sous le pied
- Fasciite plantaire (aponévrosite plantaire)
- Une courbure ou rétraction excessive des orteils issu du débalancement musculaire (orteils en griffe)
- Une métatarsalgie
- Bursite du talon
- Des problèmes posturaux (réduction de la courbure naturelle du dos)

## Traitements pour le pied creux
Pour éviter au maximum les complications articulaires et posturales reliées au pied creux, une consultation chez un podiatre est à considérer, afin qu'il puisse analyser la gravité de la condition et proposer les traitements appropriés :
- Le soin des pieds : ablation des corps et callosités du pied douloureux au talon et aux orteils.
- La thérapie manuelle des pieds : manipulations douces afin de favoriser la souplesse du pied creux et mobilisation des articulations endolories.
- Les orthèses plantaires : les orthèses sur mesure permettent de répartir uniformément le poids sur toute la surface du pied creux.

Si la douleur et les malformations sont trop importantes, une chirurgie du pied peut être recommandé par le podiatre.